# Hans Loritz
Hans Loritz (Augusta, 12 dicembre 1895 – Neumünster, 31 gennaio 1946) è stato un generale tedesco delle SS-Totenkopfverbände.

## Biografia e carriera militare
È entrato nelle SS nel 1930 e nel 1933, dove ha raggiunto il grado di Oberführer (Brigadiere generale) ha iniziato a lavorare come funzionario presso il campo di concentramento di Dachau. Nel luglio del 1934 divenne il comandante del KZ Esterwegen, prima di essere trasferito di nuovo a servire come comandante nel campo di Dachau nel 1939. È diventato un leader nella sezione del generale SS a Klagenfurt.
Nel 1940 Himmler, lo ha inviato a Sachsenhausen, per sostituire al comando Walter Eisfeld.
Loritz, è rimasto a Sachsenhausen fino al 1942, quando è stato rimosso, dall'ufficio di Oswald Pohl, capo del SS-WVHA.
Successivamente, è stato inviato a supervisionare un campo in Norvegia fino alla fine della guerra.

## Arresto e morte
Dopo la guerra, fu arrestato e imprigionato nel campo di internamento in Neumünster, in attesa di processo, dai sovietici. Si è suicidato, tuttavia, nel gennaio 1946.